# Аппаратно-студийный комплекс Казахского радиотелецентра
Аппаратно-студийный комплекс телевидения - расположен по ул. Желтоксан, 185 угол ул. Тимирязева, в г. Алма-Ата (Казахстан).

## История
Годом начала истории телевидения в Казахстане считается 1958, в этом же году появился аппаратно-студийный комплекс телевидения и стал первым компактным сооружением подобного типа в стране. Объект был разработан в 1955 г. на основе проектных заданий на строительство радиоцентра в г.Баку.
Комплекс телецентра состоит из основного здания и передающей мачты высотой 155 м. Первая тестовая (пробная) передача Казахского телевидения была запущена 16 сентября 1958 года. Аппаратно-студийный комплекс был сдан в эксплуатацию в 1983 году.
В настоящее время в здании располагаются Телевизионное информационное агентство «Хабар», Академия педагогических наук Казахстана, Фольклорно-этнографический ансамбль Сазген-сазы. 
Внутри комплекса находятся:
2 студии по 600 кв. м.,
2 студии по 80 кв. м.,
2 аппаратно-студийных блока,
2 аппаратно-программных блока,
6 аппаратных видеозаписи,
объединенный телекиноблок,
2 автономные телекинопроекционные,
и др. службы. Внутри установлено новейшее оборудование цветного телевидения.

## Архитектура
Пятиэтажное основное здание расположено на высоком стилобате и декорировано разнообразными породами камней. Стены здания выполнены из темно-коричневых стеклянных панелей, которые отражают свет, и навесных солнцезащитных конструкций. Все это придает зданию призматический объем.
Данный комплекс сочетает в себе национальный декор и классический стиль нового времени. Резной беломраморный карниз, в виде азиатских архитектурных «сталактитов» (сосульки) придает зданию уникальность. Именно из-за сталатиков жители города дали этому зданию название «Дом с сосульками».
Во внутреннем интерьере комплекса использованы мрамор, белый ракушечник и ценные породы дерева.
Здание входит в архитектурный ансамбль Площади Республики и имеет важную градоформирующую функцию.
Объект также выделяется тем, что в течение длительного времени отсюда транслируются записи телевизионный программ канала «Хабар». Гостям города здание показывают на экскурсиях «Алматы – южная столица Казахстана», «Алматы архитектурный».

## Авторы проекта
- Проект института Алма-Атагипрогор
- Архитектор А. И. Коржемпо
- Архитектор Н. В. Эзау
- Архитектор В. Л. Панин
- Конструктор С. И. Каламкаров
- Конструктор В. М. Исмаилов
- Конструктор А. И. Федорук

## Охрана
Объект не внесен в Список Памятников истории и культуры г. Алматы.
Охрана возложена на владельцев здания.